# Severe Torture
A Severe Torture egy holland death metal zenekar. 1997-ben alakultak meg Boxtelben.
Tagjai Dennis Schreurs, Thijs van Laarhoven, Patrick Boleij, Seth van de Loo és Marvin Vriesde. Korábbi tagok Eric de Windt (aki később kilépett az együttesből, hogy megalapítsa a Sinister zenekart) és Jelle Schuurmans. Lemezeiket a Season of Mist, Earache Records és Karmageddon Records kiadók jelentetik meg, de a karrierjük elején még más lemezkiadókhoz voltak szerződve. Hatásukként főleg az amerikai Cannibal Corpse-ot nevezték meg.

## Stúdióalbumok
- Feasting on Blood (2000)
- Misanthropic Carnage (2002)
- Fall of the Despised (2005)
- Sworn Vengeance (2007)
- Slaughtered (2010)